# British Academy Film Awards 1988
Die 41. Verleihung der British Academy Film Awards fand im Grosvenor House Hotel in London statt. Die Filmpreise der British Academy of Film and Television Arts (BAFTA) wurden in 20 Kategorien verliehen, hinzu kamen drei Spezial- bzw. Ehrenpreis-Kategorien. Die Verleihung zeichnete Filme des Jahres 1987 aus. Gastgeber des Abends waren Anna Ford und David Dimbleby.
| Film                                           | N  | A |
| ---------------------------------------------- | -- | - |
| Hope and Glory                                 | 13 | 1 |
| Jean Florette                                  | 10 | 4 |
| Schrei nach Freiheit                           | 7  | 1 |
| Radio Days                                     | 7  | 2 |
| The Untouchables – Die Unbestechlichen         | 4  | 1 |
| Das stürmische Leben des Joe Orton             | 3  | 0 |
| Platoon                                        | 3  | 2 |
| Wish You Were Here – Ich wollte, du wärst hier | 3  | 1 |
| Zwischen den Zeilen                            | 3  | 1 |
| Der Name der Rose                              | 2  | 2 |
| Die Fliege                                     | 2  | 0 |
| Full Metal Jacket                              | 2  | 0 |
| Klein Dorrit                                   | 2  | 0 |
| Personal Service                               | 2  | 0 |

## Preisträger und Nominierungen
Hope and Glory galt mit dreizehn Nominierungen im Vorfeld der Verleihung als großer Favorit, wurde jedoch mit nur einem BAFTA einer der Verlierer des Abends. Mit vier Preisen war Jean Florette (zehn Nominierungen) der Film mit den meisten Auszeichnungen des Abends. 

### Bester Film
Jean Florette (Jean de Florette) – Claude Berri
Hope and Glory – John Boorman
Radio Days – Robert Greenhut, Woody Allen
Schrei nach Freiheit (Cry Freedom) – Richard Attenborough

### Beste Regie
Oliver Stone – Platoon
Richard Attenborough – Schrei nach Freiheit (Cry Freedom)
Claude Berri – Jean Florette (Jean de Florette)
John Boorman – Hope and Glory

### Bester Hauptdarsteller
Sean Connery – Der Name der Rose
Gérard Depardieu – Jean Florette (Jean de Florette)
Yves Montand – Jean Florette
Gary Oldman – Das stürmische Leben des Joe Orton (Prick Up Your Ears)

### Beste Hauptdarstellerin
Anne Bancroft – Zwischen den Zeilen (84 Charing Cross Road)
Emily Lloyd – Wish You Were Here – Ich wollte, du wärst hier (Wish You Were Here)
Sarah Miles – Hope and Glory
Julie Walters – Personal Service (Personal Services)

### Bester Nebendarsteller
Daniel Auteuil – Jean Florette (Jean de Florette)
Ian Bannen – Hope and Glory
Sean Connery – The Untouchables – Die Unbestechlichen (The Untouchables)
John Thaw – Schrei nach Freiheit (Cry Freedom)

### Beste Nebendarstellerin
Susan Wooldridge – Hope and Glory
Judi Dench – Zwischen den Zeilen (84 Charing Cross Road)
Vanessa Redgrave – Das stürmische Leben des Joe Orton (Prick Up Your Ears)
Dianne Wiest – Radio Days

### Bestes adaptiertes Drehbuch
Claude Berri, Gérard Brach – Jean Florette (Jean de Florette)
Alan Bennett – Das stürmische Leben des Joe Orton (Prick Up Your Ears)
Christine Edzard – Klein Dorrit (Little Dorrit)
Hugh Whitemore – Zwischen den Zeilen (84 Charing Cross Road)

### Bestes Original-Drehbuch
David Leland – Wish You Were Here – Ich wollte, du wärst hier (Wish You Were Here)
Woody Allen – Radio Days
John Boorman – Hope and Glory
David Leland – Personal Service (Personal Services)

### Beste Kamera
Bruno Nuytten – Jean Florette (Jean de Florette)
Robert Richardson – Platoon
Philippe Rousselot – Hope and Glory
Ronnie Taylor – Schrei nach Freiheit (Cry Freedom)

### Bestes Szenenbild
Santo Loquasto – Radio Days
William A. Elliott – The Untouchables – Die Unbestechlichen (The Untouchables)
Anthony D. G. Pratt – Hope and Glory
Bernard Vézat – Jean Florette (Jean de Florette)

### Beste Kostüme
Jeffrey Kurland – Radio Days
Sands Films – Klein Dorrit (Little Dorrit)
Shirley Russell – Hope and Glory
Marilyn Vance – The Untouchables – Die Unbestechlichen (The Untouchables)

### Beste Maske
Hasso von Hugo – Der Name der Rose
Michèle Dernelle, Jean-Pierre Eychenne – Jean Florette (Jean de Florette)
Anna Dryhurst – Hope and Glory
Stephan Dubuis, Chris Walas – Die Fliege (The Fly)

### Beste Filmmusik
Ennio Morricone – The Untouchables – Die Unbestechlichen (The Untouchables)
George Fenton, Jonas Gwangwa – Schrei nach Freiheit (Cry Freedom)
Peter Martin – Hope and Glory
Stanley Myers – Wish You Were Here – Ich wollte, du wärst hier (Wish You Were Here)

### Bester Schnitt
Claire Simpson – Platoon
Ian Crafford – Hope and Glory
Susan E. Morse – Radio Days
Lesley Walker – Schrei nach Freiheit (Cry Freedom)

### Bester Ton
Jonathan Bates, Gerry Humphreys, Simon Kaye – Schrei nach Freiheit (Cry Freedom)
Ron Davis, Peter Handford, John Hayward – Hope and Glory
Lee Dichter, Robert Hein, James Sabat – Radio Days
Nigel Galt, Andy Nelson, Edward Tise – Full Metal Jacket

### Beste visuelle Effekte
Ed Jones, Michael Lantieri, Michael Owens, Bruce Walters – Die Hexen von Eastwick (The Witches of Eastwick)
Jon Berg, Louis Craig, Chris Walas, Hoyt Yeatman – Die Fliege (The Fly)
Richard Conway, Lyle Conway, Bran Ferren, Martin Gutteridge – Der kleine Horrorladen (Little Shop of Horrors)
John Evans – Full Metal Jacket

### Bester Kurzfilm
Der Zauberkünstler (Artisten) – Regie: Jonas Grimås
D’après Maria – Regie: Jean-Claude Robert
The Short and Curlies – Regie: Mike Leigh
Treacle – Regie: Peter Chelsom

### Bester animierter Kurzfilm
The Reluctant Dragon – Regie: Bridget Appleby
Der Wind in den Weiden (The Wind in the Willows) – Regie: Brian Cosgrove, Mark Hall
Feuerwehrmann Sam (Fireman Sam) – Regie: Ian Frampton, John Walker
Abenteuer in Shoetown (The Shoe People) – Regie: Tony Barnes, Clennell Rawson

### Bester Dokumentarfilm
Baka – People of the Rainforest – Regie: Phil Agland
Forty Minutes (Folge: Home from the Hill) – Regie: Molly Dineen
Fourteen Days in May – Regie: Paul Hamann
Man-Eating Tigers / Saving the Tiger – Regie: Naresh Bedi

### Bester nicht-englischsprachiger Film
Opfer (Offret), Schweden/Frankreich – Anna-Lena Wibom, Andrei Tarkowski
Jean Florette (Jean de Florette), Frankreich – Claude Berri
Manons Rache (Manon des sources), Frankreich – Claude Berri
Mein Leben als Hund (Mitt liv som hund), Schweden – Waldemar Bergendahl, Lasse Hallström

## Spezial- und Ehrenpreise

### Academy Fellowship
Ingmar Bergman – schwedischer Filmregisseur, -produzent und Drehbuchautor

### Herausragender britischer Beitrag zum Kino
(Outstanding British Contribution to Cinema)
Monty-Python-Team für die Monty-Python-Serien

### Special Award
John Mills – britischer Film- und Theaterschauspieler (CBE)
Dirk Bogarde – britischer Filmschauspieler